# Matthias Mayer
Pour les articles homonymes, voir Mayer.
Matthias Mayer, né le 9 juin 1990 à Afritz, est un skieur alpin autrichien, spécialiste des épreuves de vitesse, triple champion olympique, médaillé d'or dans les trois Jeux qu'il a disputés : descente en 2014 à Sotchi, super-G en 2018 à Pyeongchang et de nouveau super-G en 2022 à Pékin. En Coupe du monde où il remporte sa première victoire dans la descente de Lenzerheide lors de la saison 2013-2014 son meilleur total se monte à quatre victoires en 2019-2020, où il s'impose également en combiné alpin. il remporte sa troisième médaille olympique en prenant le bronze de la descente des Jeux de Pékin le 7 février 2022, puis la quatrième en conservant son titre du super-G le lendemain. Il est le premier skieur alpin à gagner l'or olympique dans trois Jeux d'hiver consécutifs, et devient avec ses quatre médailles dont trois titres un des trois skieurs alpins les plus décorés aux Jeux, derrière Kjetil Andre Aamodt et Alberto Tomba. 
De façon totalement inattendue, au matin du Super-G de Bormio le 29 décembre 2022 où doit il prendre le départ avec le dossard n°6, Matthias Mayer annonce la fin de sa carrière de skieur professionnel, avec effet immédiat, à l'âge de 32 ans.  

## Biographie

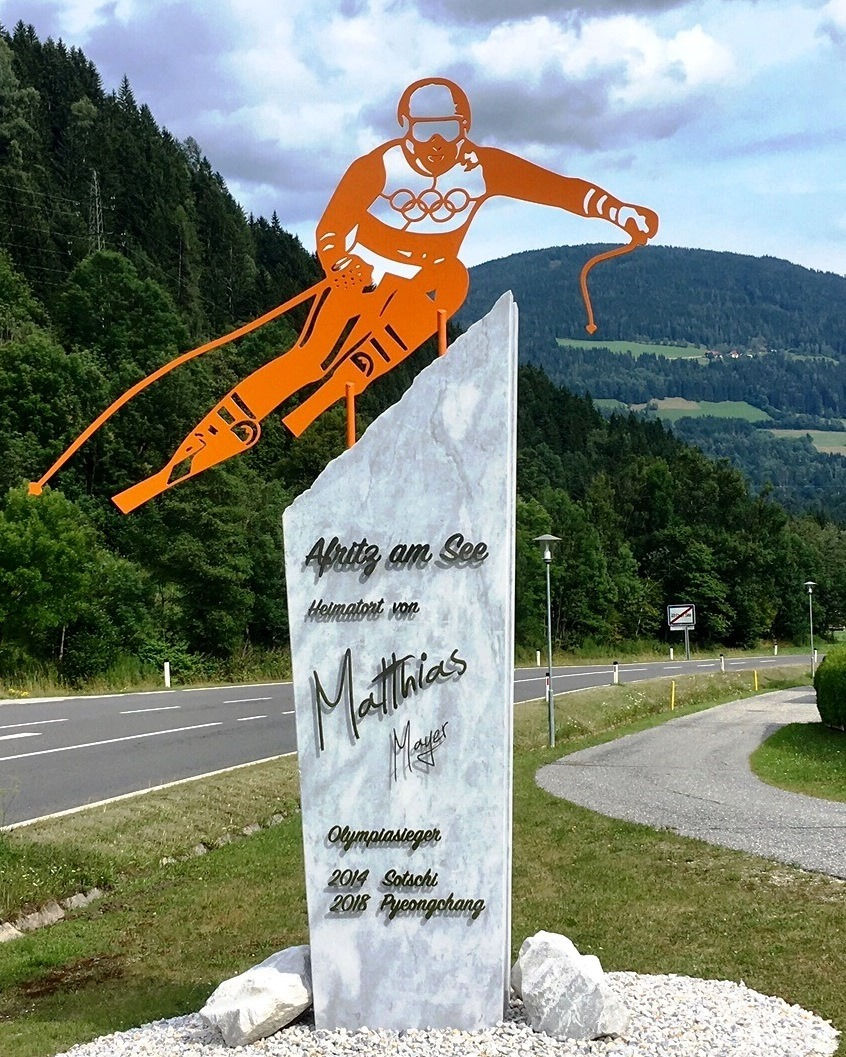
Monument en l'honneur de Matthias Mayer à l'entrée de son village natal d'Afritz am See

Matthias Mayer est le fils d'Helmut Mayer, médaillé d'argent olympique en super G en 1988 à Calgary.
Membre du club de Gerlitzen, il fait ses débuts en course FIS en 2005 et dispute sa première compétition avec l'équipe nationale au Festival olympique de la jeunesse européenne en 2007 (7e du slalom). En 2008, il devient vice-champion du monde junior de super G à Formigal, derrière Andreas Sander.
Après avoir atterri sur son premier podium en Coupe d'Europe en super G à Sarntal, il participe pour la première fois à une épreuve de Coupe du monde de ski alpin le 22 février 2009 lors d'un super-combiné à Sestrières et marque ses premiers points lors d'un super G à Hinterstoder le 5 février 2011 (23e). L'hiver suivant, Mayer signe déjà trois top dix dans la discipline du super G à Lake Louise (8e), Kvitfjell (6e) et Schladming (7e). Le 25 janvier 2013, il monte sur son premier podium en Coupe du monde en terminant deuxième du super G de Kitzbühel le 25 janvier 2013. Aux Championnats du monde 2013, disputés en Autriche à Schladming, il prend la cinquième place notamment sur le super G et est également dixième du super combiné.
Alors qu'il ne compte encore aucune victoire sur le circuit mondial, Il remporte la médaille d'or en descente aux Jeux olympiques d'hiver de 2014 à Sotchi en Russie devançant Christof Innerhofer de six centièmes. Il succède chez les Autrichiens à Fritz Strobl vainqueur de la descente aux Jeux de Salt Lake City en 2002. Il remporte sa première victoire en Coupe du monde dans la descente de Lenzerheide, en Suisse, le 12 mars 2014. 
Toujours présent parmi les meilleurs spécialistes de la vitesse par la suite, et parvenant à un total de vingt podiums dont cinq victoires en descente et Super G sur la Coupe du monde, Mathias Mayer s'adjuge un deuxième titre olympique en remportant le Super G des Jeux de PyeongChang le 16 février 2018. Il s'est pourtant blessé à la hanche quelques jours auparavant en chutant dans la descente du combiné. Mais il se montre le meilleur sur les mouvements de terrain de la piste de vitesse de Jeongseon, et met fin à une série de victoires norvégiennes dans la discipline (Kjetil Andre Aamodt en 2002 et 2006, Aksel Lund Svindal en 2010, Kjetil Jansrud en 2014), pour succéder à son compatriote Hermann Maier vainqueur à Nagano en 1998, en devançant Beat Feuz de 13/100e de seconde et le tenant du titre Kjetil Jansrud de 18/100e. « Deux fois champion olympique, on en rêve. Mais quand ça vous tombe dessus, vous avez du mal à réaliser », dit Matthias Mayer à chaud. Il remporte ensuite la descente de Åre lors des finales de la Coupe du monde 2017-2018.
Il ne remporte aucune victoire lors de la saison suivante, mais ouvre l'hiver Coupe du monde de ski alpin 2019-2020 en s'imposant dans le Super G de Lake Louise le 1er décembre, battant Dominik Paris de 40/100e. Matthias Mayer obtient ainsi la sixième victoire de sa carrière. La nouvelle formule du combiné alpin (départ des coureurs dans l'ordre des résultats de l'épreuve de vitesse pour le slalom, et non en ordre inversé) lui sourit le 17 janvier 2020 à Wengen où il signe son tout premier succès dans la discipline. Meilleur temps de la descente avec une large avance, il s'élance en premier dans le slalom et n'est pas rejoint, seulement menacé par Alexis Pinturault, parti entre les piquets avec un retard de 1 s 68, et qui termine deuxième à 7/100e de seconde. Le 25 janvier, il remporte pour la première fois la descente de Kitzbühel.
Matthias Mayer remporte aussi la dernière épreuve de l'hiver 2019-2020, la descente de Kvitfjell, le 7 mars, la saison étant stoppée net par la pandémie de Covid-19. Pour l'exercice 2020-2021, il ajoute à son palmarès la descente de Bormio la sixième victoire de sa carrière dans la discipline (pour un dixième succès au total), avec seulement 4/100e d'avance sur son compatriote Vincent Kriechmayr, le 30 décembre, ultime épreuve de l'année civile.
Le skieur autrichien qui en début d'année 2022, a remporté son troisième titre olympique en dominant le Super-G des Jeux de Pékin,  crée la surprise au cours de la saison 2022-2023 après avoir signé deux podiums, (3e du Super-G de Lake Louise, et 3e de la descente de Val Gardena), en annonçant sa retraite sportive avec effet immédiat le 29 décembre au matin du Super-G de Bormio : « La piste est très bonne, je me sens en forme aussi. Mais j'ai un peu réfléchi ces derniers jours et le moment est venu pour moi de me retirer, ça me suffit. Je n'ai plus l'appétit suffisant. C'était une saison formidable l'année dernière avec la troisième médaille d'or olympique. J'ai bien commencé cet hiver, je suis satisfait, mais ça suffit. Je comprends que ma décision puisse surprendre, mais le sport de compétition est désormais derrière moi. Je retiens plein de beaux souvenirs et je me réjouis de la suite ».

## Palmarès

### Jeux olympiques d'hiver

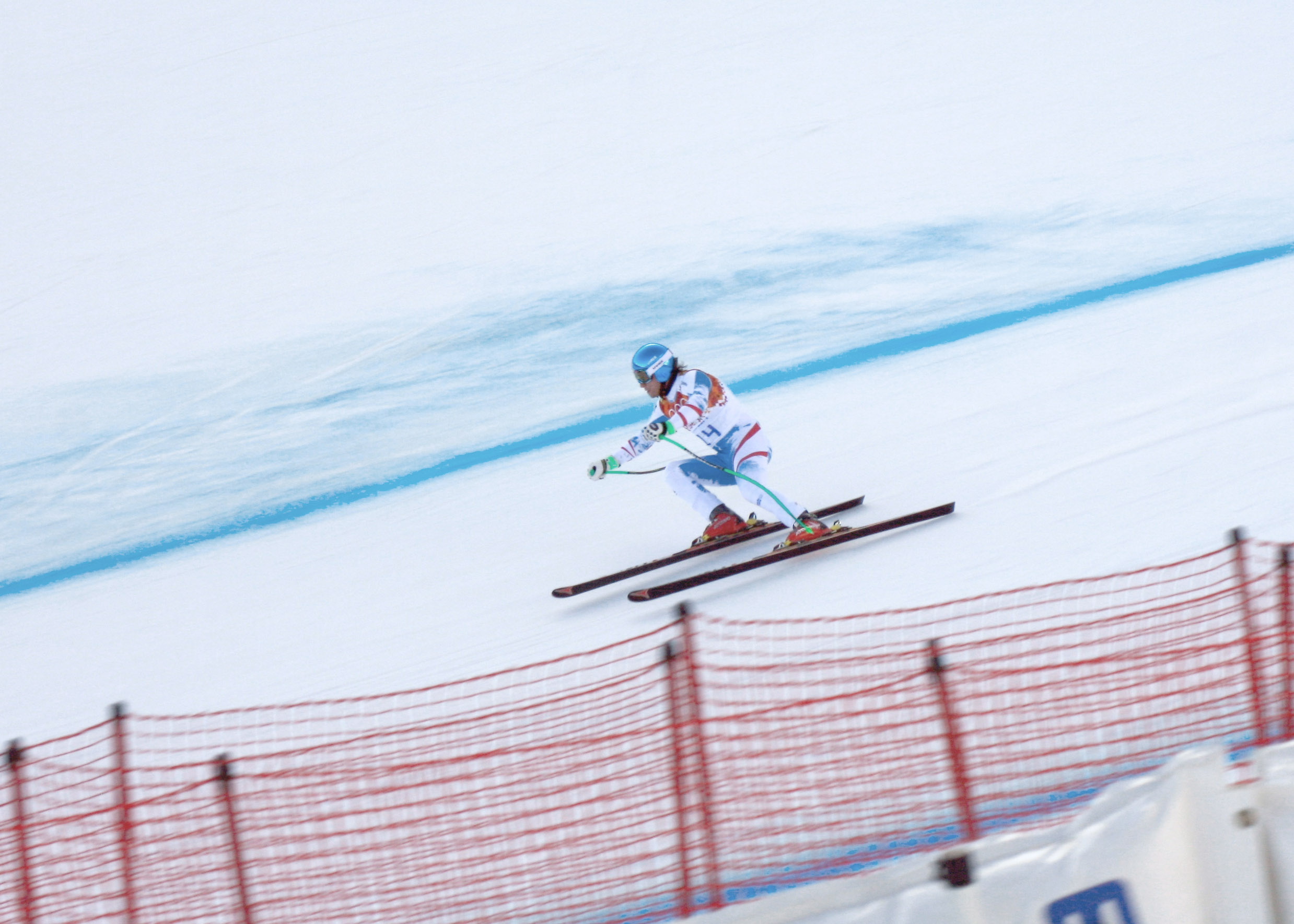
Matthias Mayer aux Jeux olympiques de 2014.

Matthias Mayer a pris part à trois éditions des Jeux olympiques d'hiver. Lors de l'édition 2014, il remporte la première épreuve de cette olympiade avec une victoire en descente devant Christof Innerhofer et Kjetil Jansrud rejoignant au palmarès de cette discipline ses compatriotes Anton Sailer, Egon Zimmermann, Franz Klammer, Leonhard Stock, Patrick Ortlieb et Fritz Strobl. Prétendant au podium en super G, il sort du parcours alors qu'il occupait la quatrième place au second intermédiaire et est tout près de créer la surprise en slalom géant avec une sixième place finale malgré un dossard 18 et un quatrième temps en première manche. Enfin, il termine treizième du combiné malgré une troisième place en descente.
Lors de l'édition 2018, il abandonne en super-combiné à la suite d'une sortie en slalom après avoir pris le troisième temps de la descente. Il prend ensuite une décevante neuvième place en descente, toutefois il clôt cette édition avec un titre olympique en super G devant Beat Feuz et Kjetil Jansrud, et devient le second Autrichien à y remporter le titre après Hermann Maier et en devenant le premier Autrichien à avoir remporté le titre olympique dans les deux disciplines que sont la descente et le super G (seul le Norvégien Aksel Lund Svindal a réussi pareille performance).
Il est encore sur le podium de ses deux disciplines aux Jeux de Pékin 2022, avec la médaille de bronze en descente le 7 février, derrière Johan Clarey et le vainqueur suisse Beat Feuz, puis le lendemain, la victoire en Super-G. Il conserve ainsi le titre gagné en 2018, ce que seul Kjetil Andre Aamodt avait réussi à faire dans la discipline en 2002 à Salt Lake City et en 2006 à Turin. Surtout, avec trois médailles d'or et une en bronze, Matthias Mayer entre dans le trio de tête des skieurs alpins les plus médaillés aux Jeux olympiques, mené par Aamodt (4 or, 2 argent, 2 bronze), devant Alberto Tomba (3 or, 2 argent), ce qui le voit figurer devant Jean-Claude Killy et Toni Sailer (3 or chacun).  Il est par ailleurs le premier skieur à monter sur la première marche du podium en ski alpin dans trois Jeux d'hiver consécutifs. Seule Deborah Compagnoni avait réalisé précédemment le même exploit en gagnant le Super-G en 1992, puis le slalom géant en 1994 et en 1998. 
| Épreuve / Édition   | Descente                            | Super G                        | Slalom géant | Slalom | Combiné |
| JO 2014 Sotchi      | Médaille d'or, Jeux olympiques      | Abandon                        | 6e           | —      | 13e     |
| JO 2018 PyeongChang | 9e                                  | Médaille d'or, Jeux olympiques | —            | —      | Abandon |
| JO 2022 Pékin       | Médaille de bronze, Jeux olympiques | Médaille d'or, Jeux olympiques | —            | —      |         |

Légende :
- : première place, médaille d'or
- : troisième place, médaille de bronze
- — : Matthias Mayer n'a pas participé à cette épreuve

### Championnats du monde
Matthias Mayer a pris part à quatre éditions des Championnats du monde, mais contrairement à la réussite olympique où il y remporte trois titres, il n'y a jamais gagné de médailles et accumule les places d'honneur. Cinquième du super G en 2013, quatrième du super G en 2015 à trois centièmes de seconde du podium et cinquième de la descente en 2019, Matthias Mayer a également dû abandonner lors du super G en 2019 alors qu'il a réalisé le deuxième temps au second intermédiaire.
| Épreuve / Édition                 | Descente | Super G | Slalom géant | Slalom | Combiné |
| Mondiaux 2013 Schladming          | 13e      | 5e      | —            | —      | 10e     |
| Mondiaux 2015 Vail - Beaver Creek | 12e      | 4e      | —            | —      | 11e     |
| Mondiaux 2017 Saint-Moritz        | 11e      | Abandon | —            | —      | 17e     |
| Mondiaux 2019 Åre                 | 5e       | Abandon | —            | —      | 17e     |
| Mondiaux 2021 Cortina d'Ampezzo   | Abandon  | 6e      | —            | —      | Abandon |

Légende :
- — : n'a pas participé à cette épreuve

### Coupe du monde
- Meilleur classement général : 4e en 2022.
- 45 podiums (22 en descente, 22 en super G et 1 en combiné alpin), dont 11 victoires.

#### Détail des victoires
| Saison / Épreuve | Descente            | Super G     | Combiné | Total |
| 2013-2014        | Lenzerheide         |             |         | 1     |
| 2014-2015        | Saalbach            | Saalbach    |         | 2     |
| 2016-2017        |                     | Kitzbühel   |         | 1     |
| 2017-2018        | Åre                 |             |         | 1     |
| 2019-2020        | Kitzbühel Kvitfjell | Lake Louise | Wengen  | 4     |
| 2020-2021        | Bormio              |             |         | 1     |
| 2021-2022        | Lake Louise         |             |         | 1     |
| Total            | 7                   | 3           | 1       | 11    |

Dernière mise à jour : 27 novembre 2021

#### Classements en Coupe du monde
| Saison / Classement | Saison / Classement | Général | Général | Descente | Descente | Super G | Super G | Slalom géant | Slalom géant | Slalom | Slalom | Combiné | Combiné |
| ------------------- | ------------------- | ------- | ------- | -------- | -------- | ------- | ------- | ------------ | ------------ | ------ | ------ | ------- | ------- |
| Saison / Classement | Saison / Classement | Class.  | Points  | Class.   | Points   | Class.  | Points  | Class.       | Points       | Class. | Points | Class.  | Points  |
| 2010-2011           | 2010-2011           | 150e    | 8       | -        | -        | 48e     | 8       |              | -            | -      | -      | -       | -       |
| 2011-2012           | 2011-2012           | 50e     | 201     | -        | -        | 13e     | 171     | -            | -            | -      | -      | 26e     | 30      |
| 2012-2013           | 2012-2013           | 17e     | 382     | 25e      | 92       | 3e      | 228     | -            | -            | -      | -      | 9e      | 47      |
| 2013-2014           | 2013-2014           | 9e      | 602     | 5e       | 307      | 4e      | 236     | 44e          | 9            | -      | -      | 11e     | 50      |
| 2014-2015           | 2014-2015           | 9e      | 717     | 4e       | 386      | 3e      | 274     | -            | -            | -      | -      | 10e     | 50      |
| 2015-2016           | 2015-2016           | 57e     | 172     | 34e      | 42       | 18e     | 130     | -            | -            | -      | -      | -       | -       |
| 2016-2017           | 2016-2017           | 13e     | 442     | 8e       | 237      | 7e      | 189     | -            | -            | -      | -      | 27e     | 16      |
| 2017-2018           | 2017-2018           | 9e      | 622     | 6e       | 348      | 8e      | 180     | 41e          | 22           | -      | -      | 7e      | 72      |
| 2018-2019           | 2018-2019           | 17e     | 496     | 12e      | 197      | 6e      | 295     | 52e          | 4            | -      | -      | -       | -       |
| 2019-2020           | 2019-2020           | 4e      | 916     | 3e       | 274      | 4e      | 324     | 33e          | 28           | -      | -      | 3e      | 140     |
| 2020-2021           | 2020-2021           | 7e      | 700     | 2e       | 418      | 3e      | 276     | 55e          | 6            | -      | -      |         |         |
| 2021-2022           | 2021-2022           | 4e      | 880     | 5e       | 508      | 4e      | 372     | -            | -            | -      | -      | -       | -       |

### Championnats du monde junior
| Épreuve / Édition                    | Descente | Super G | Slalom géant | Slalom  | Combiné |
| Mondiaux 2008 Formigal               | 13e      | Argent  | 7e           | Abandon | -       |
| Mondiaux 2009 Garmisch-Partenkirchen | 11e      | 10e     | Abandon      | Abandon | -       |
| Mondiaux 2010 Megève                 | 10e      | 12e     | 23e          | Abandon | -       |

### Coupe d'Europe
- Meilleur classement général : 6e en 2011.
- Vainqueur du classement de super G en 2011.
- 6 podiums, dont 2 victoires en super G.